# 天津人民美术出版社
天津人民美术出版社是中华人民共和国天津市的一家出版社，簡稱天人美，1954年8月成立。

## 生平
1950年，天津新年画出版社成立。1951年，在天津新年画出版社基础上成立公私合营的华北画业联合出版社。1954年，华北画业联合出版社与天津市文化局美术工作室、中联书店合并为天津美术出版社。1969年，天津美术出版社更名为天津人民美术出版社。